# Списък на телевизионните канали в Северна Македония

## Обществени национални телевизии
- МРТ 1 – Скопие
- МРТ 2 – Скопие
- МРТ 3 – Скопие
- МРТ 4
- МРТ 5
- МРТ 1 Сат
- МРТ 2 Сат
- МРТ Собраниски канал

## Частни национални телевизии
- А1
- А2
- АБ Канал
- Алсат М – Скопие
- Алфа Телевизия
- Канал 5
- Канал 5 Плюс
- K-15 ТВ
- K-15 Мюзик
- Наша ТВ
- ТВ Сонце
- Сител
- Телма

## Регионални телевизии
- Кис ТВ - Тетово
- Скай нет - Скопие
- Канал 21 - Велес
- ТВ2 - Гостивар
- ТВ4 - Скопие
- Алфа ТВ - Скопие
- Алфа Д - Дебър
- Амазон ТВ - Скопие
- Макспорт ТВ - Скопие
- ТВ Орбис - Битоля

## Телевизионни канали за чужбина
- А1 Плюс
- Антена 5 ТВ
- K-15 TV
- МТМТВ Адрия
- ТВ Сител
- МКТВ Сат
- ВТБТР сат